# Latsa
Le ruisseau Latsa est un cours d'eau qui traverse le département des Pyrénées-Atlantiques et un affluent gauche de la Nive dans le bassin versant de l'Adour.

## Hydronymie
Latsa signifie 'rivière' en basque. Un autre ruisseau du même nom,, également affluent de la Nive, mais de moindre longueur (7,8 km) traverse les communes d'Halsou, Jatxou et Ustaritz.

## Géographie
D'une longueur de 14,8 kilomètres, il prend sa source sur la commune de Espelette (Pyrénées-Atlantiques), au lieu-dit Hezurretako Lepoa au pied du Mondarrain, à l'altitude 400 mètres.
Il coule du sud vers le nord et se jette dans la Nive au nord de Larressore (Pyrénées-Atlantiques), à l'altitude 25 mètres.

## Communes et cantons traversés
Dans le département des Pyrénées-Atlantiques, le ruisseau Latsa traverse deux communes et deux cantons, dans le sens amont vers aval : Espelette (source) et Larressore (confluence).
Soit en termes de cantons, le ruisseau Latsa prend source dans le canton d'Espelette et conflue dans le canton d'Ustaritz.

## Affluents
Le ruisseau Latsa a un affluent référencé : le ruisseau Zubizabaleta (rg), 3,2 km, qui traverse Espelette et Souraïde.